# 長崎海上保安部
長崎海上保安部（ながさきかいじょうほあんぶ、英称：Nagasaki Coast Guard Office）は、長崎県長崎市にある海上保安庁第七管区海上保安本部管轄下に位置する海上保安部である。

## 概要
韓国や中国などを結ぶ東シナ海東部を担任する。また、国際港でもある長崎港もあるため、中国や韓国などからの密輸や密航も多く発生していることもありこれらの事案にも対処している。
長崎海上保安部
- 所在地：長崎県長崎市松ヶ枝町7-29 長崎港湾合同庁舎3F
- 管轄区域：長崎県（唐津海上保安部、佐世保海上保安部及び対馬海上保安部の管轄区域を除く）
- 担任水域：長崎県沿岸（東シナ海の一部、橘湾、五島灘）

長崎海上保安部五島海上保安署
- 所在地：長崎県五島市東浜町2-1-1 福江地方合同庁舎

## 沿革
- 1948年（昭和23年）5月1日 - 長崎海上保安部設置。同時に三角海上保安署も設置。
- 1949年（昭和24年）
  - 3月30日 - 九州運輸局から女島信号所が移管される。
  - 5月30日 - 昭和天皇の戦後巡幸の警護のために、三角港にうぐいす号を派遣[1]。
  - 6月1日 - 長崎港、三角港、口之津港、住ノ江港に港長事務所設置。
- 1950年（昭和25年）6月1日 - 三角海上保安署が海上保安部に昇格し、分離する。同時に口之津、住ノ江警備救難署を設置し、港長事務所を廃止。
- 1951年（昭和26年）
  - 4月30日 - 長崎海上保安部庁舎を新設
  - 6月28日 - 福江警備救難署を設置
  - 7月30日 - 福江警備救難署庁舎を新築
- 1953年（昭和28年）10月1日 - 住ノ江警備救難署を三角海上保安部へ移管
- 1955年（昭和30年）8月8日 - 福江警備救難署を福江海上保安署に改称。
- 1956年（昭和31年）10月1日 - 長崎通信局を開局
- 1961年（昭和36年）10月1日 - 口之津海上保安署を廃止
- 1962年（昭和37年）7月1日 - 長崎海上保安部を長崎港湾合同庁舎に移転
- 1966年（昭和41年）4月1日 - 福江海上保安署を福江合同庁舎に移転
- 1991年（平成3年）9月19日 - 女島信号所を廃止
- 2004年（平成16年）4月1日 - 航行援助センター発足。

## 所属船艇

### 巡視船
- PL-05 でじま（おじか型、総トン数：1200t、全長：91.4m）
- PS-206 ほうおう（つるぎ型、総トン数：220t、全長：50m）
- PM-22 ふくえ（とから型、総トン数：335t、全長：56m） - 五島海上保安署所属

### 巡視艇
- CL-62 いきかぜ（ひめぎく型、総トン数：26t、全長：20m）
- CL-89 のもかぜ（ひめぎく型、総トン数：26t、全長：20m）
- CL-128 こうばい（ひめぎく型、総トン数：26t、全長：20m）
- CL-63 みねかぜ（ひめぎく型、総トン数：26t、全長：20m） - 五島海上保安署所属